# USS Los Angeles (ZR-3)
El Dirigible LZ 126, más tarde renombrado ZR-3 USS Los Angeles cuando entró en servicio con la Armada de los Estados Unidos, fue una aeronave construida entre 1923 y 1924  por la firma Luftschiffboau Zeppelin GmbH en Friedrichshafen.

## Origen y construcción

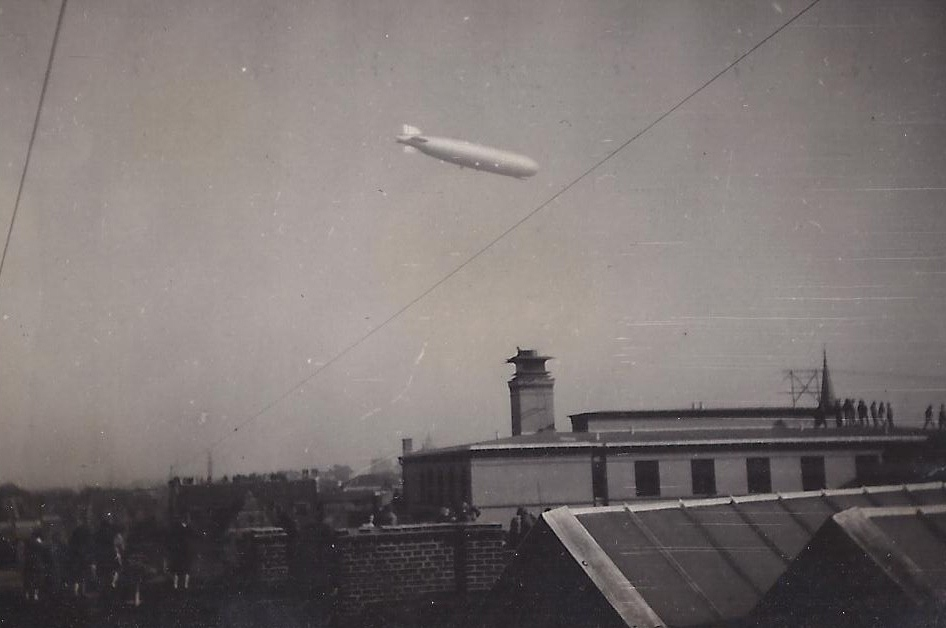
Vuelo de prueba del dirigible ZR III (LZ 126) sobre Berlín (1924)

Al término de la Primera Guerra Mundial y según las cláusulas del Tratado de Versalles limitaron a los alemanes a la construcción de pequeñas aeronaves y les prohibieron por completo la producción de aeronaves militares. Solo los Estados Unidos, que no habían ratificado el Tratado de Versalles, siguieron trabajando en el tema con los alemanes. En los Estados Unidos se consideraba que el futuro del ejército y de la marina pasaría por el empleo de dirigibles en misiones de reconocimiento. El presidente de la compañía Luftschiffbau Zeppelin, Hugo Eckener, recibió el encargo del gobierno estadounidense de construir un gran dirigible. Antes había sido Inglaterra la que recibió el encargo de otro dirigible, el R38 (destinado a ser el ZR-2), pero en agosto de 1921 sufrió un accidente en un vuelo de reconocimiento poco antes de su entrega.
La fabricación del dirigible se enmarcaba en las reparaciones de la Primera Guerra Mundial, que Alemania debía pagar. Los Estados Unidos pidieron en principio 3.2 millones de marcos, a pagar en forma de dos dirigibles para la marina. El encargo del LZ 126 fue asignado a la Luftschiffsbau Zeppelin GmbH. Zeppelin tenía, entre otros requisitos, que entregar la aeronave con una tripulación alemana en Estados Unidos.
Para evitar la prohibición de construir dirigibles militares se entregó la aeronave a los Estados Unidos bajo la condición de que su uso fuese exclusivamente civil. El ingeniero Ludwig Dürr fue el escogido para el diseño, que debía poder albergar a 30 pasajeros además de una tripulación de otros treinta. El LZ 126 fue el primer dirigible en servicio que permitía dormir cómodamente a los pasajeros. La zona de pasajeros, era comparable a la de un tren, e incluso se podían reclinar los asientos.

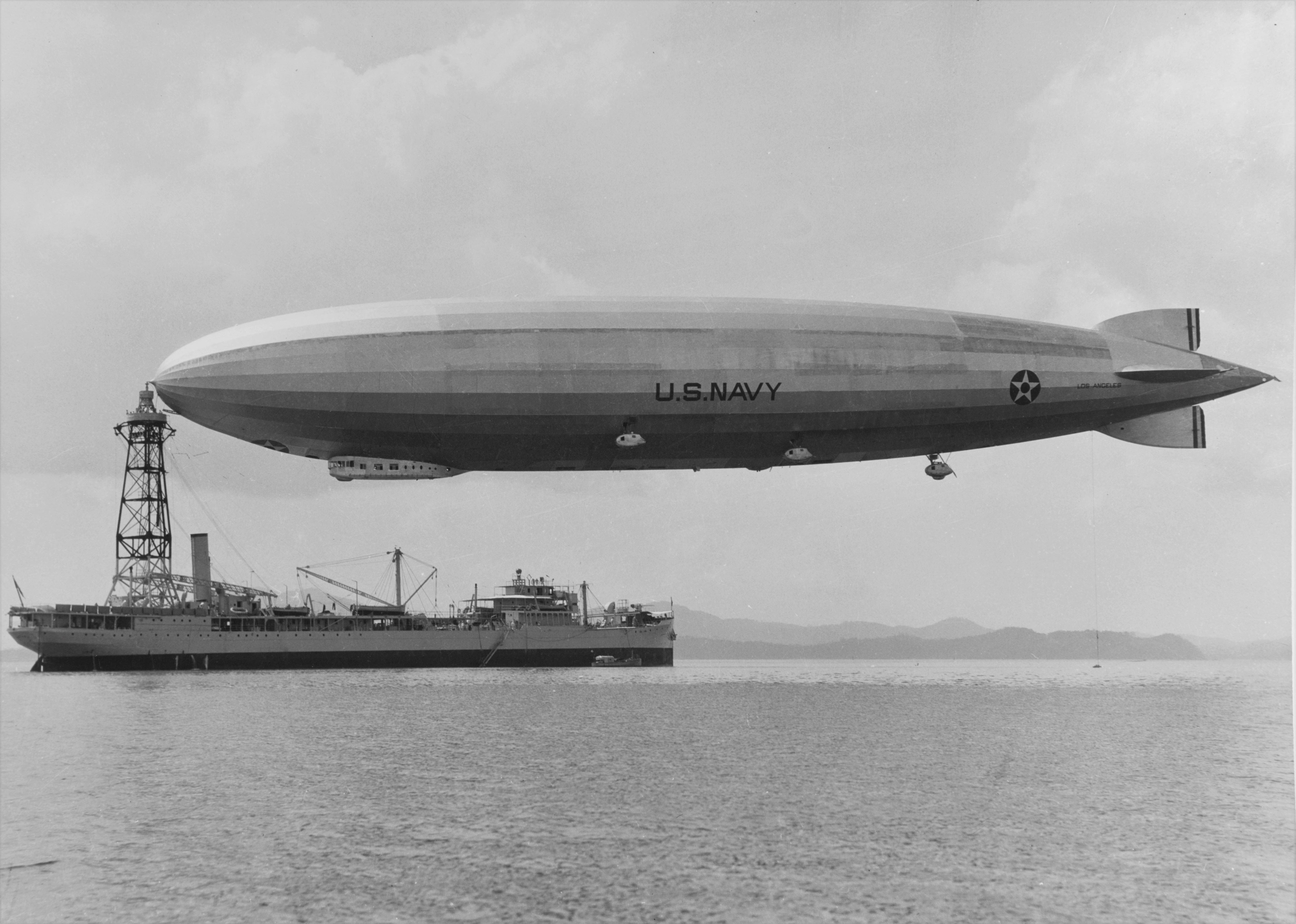
El USS Los Ángeles anclado en el petrolero reconvertido USS Patoka.

La puesta en grada tuvo lugar el 7 de noviembre de 1922. En agosto de 1924 se terminó la construcción. El primero de los viajes de prueba dentro de Alemania se realizaría el 27 de agosto de 1924 en Friedrichshafen. La aeronave era el primer zeppelín provisto de una cubierta que contenía partículas de aluminio para que los rayos del sol se reflejasen y se aliviase el calentamiento. Esto le daba al cuerpo del dirigible un brillo plateado y una apariencia elegante. Cuando se finalizó su construcción era el dirigible más grande del mundo.

## Transporte

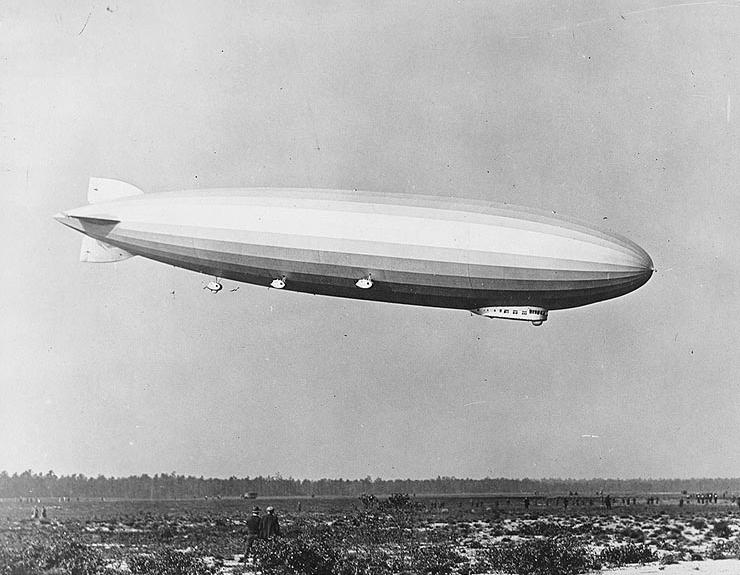
LZ 126 tomando tierra en Lakehurst

Hugo Eckener se encargó personalmente del transporte del dirigible a Lakehurst, tras haber cancelado un primer intento debido al mal tiempo. Se descubrieron dos polizones a bordo: un reportero de International News Service y un fotógrafo de International Newsreel.
La sociedad Zeppelin tuvo que garantizar con su propio patrimonio el LZ 126, pues el vuelo trasanlántico representaba un riesgo tan grande que Eckener no pudo conseguir ningún seguro para la empresa. El LZ 126 fue el segundo dirigible en cruzar el Atlántico. Sólo el R34 británico lo había logrado en un viaje de ida y vuelta en el año 1919. Eckener seleccionó para el viaje a sus hombres más capaces. Cinco de los veintisiete miembros de la tripulación habían realizado alguna patente relacionada con dirigibles. Los pasajeros eran oficiales de la marina y del ejército, que más tarde debían responsabilizarse del dirigible en los Estados Unidos.
El viaje transcurrió sobre el valle del Garona, el noroeste de España y las Azores, en mitad del camino. Allí se encontraron con una borrasca y fuertes vientos con dirección suroeste, lo que ocasionó que Eckener virase hacia el norte. Al este de Halifax encontraron viento del este. Esto aceleró el viaje desde Grand Banks hasta Bostón, donde llegó cuatro horas más tarde. Durante la travesía no ocurrieron incidentes de importancia.
El 15 de octubre, tras una travesía de ochenta y una horas y dos minutos de duración y 8050 kilómetros de recorrido, el dirigible se detuvo por completo en Lakehurst ante una multitud entusiasmada. La aeronave se dirigió algo más tarde al puerto de Nueva York, donde más de mil personas acudieron a su encuentro. Sonaron las sirenas de los bomberos y los barcos para recibirlos. Después se organizó un desfile con el dirigible en Broadway, donde fue recibido oficialmente por el presidente Calvin Coolidge.

## Bautizo y puesta en servicio
La aeronave fue entregada el 15 de noviembre de 1924 a la marina en Anacostia (Washington). Allí fue bautizada por la primera dama, Grace Coolidge, como ZR-3 USS Los Angeles (ZR de zepelín rígido). Bajo esta denominación pasó a ser el tercer dirigible al servicio de la marina estadounidense.
En Zeppelin habían empleado hidrógeno como gas suspensorio hasta su entrega, pero la marina lo reemplazó por helio. El helio era en esa época tan raro y caro que el dirigible ZR-1 USS Shenandoah empleaba gran parte de las reservas mundiales, así que tuvo que cederle su helio al USS Los Angeles. Producir un metro cúbico de helio costaba 350 dólares, aproximadamente cincuenta veces más que el hidrógeno. El relleno de helio incremento considerablemente la seguridad de la aeronave reduciendo su carga útil e incrementando su autonomía.

## Servicio

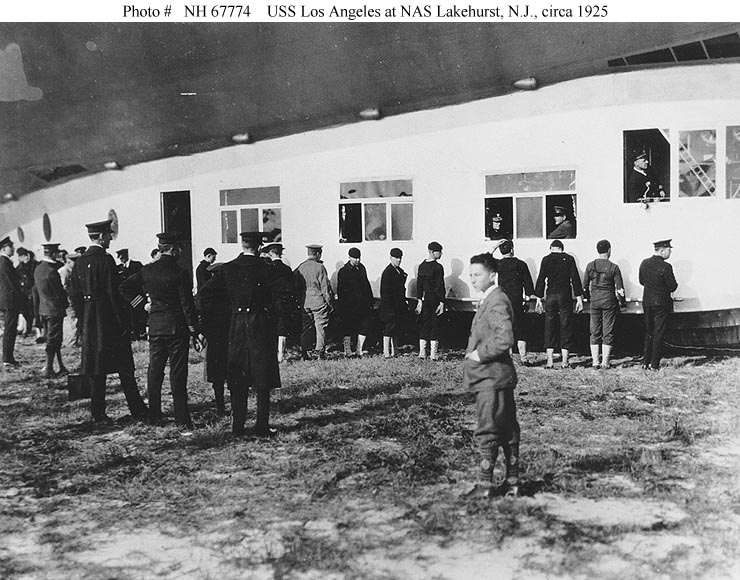
Lakehurst 1925.

El nuevo dirigible fue empleado por la marina como laboratorio volante, así como para ensayos e instrucción, con el fin de explorar las posibilidades comerciales y militares de los grandes dirigibles y elaborar nuevas tácticas aéreas y navales.
El 24 de enero de 1925 el USS Los Angeles sirvió como observatorio solar para un grupo de científicos, que estudiaron un eclipse solar total.
Ya en el primer mes de su servicio el USS Los Angeles realizó varios viajes a las Bermudas (20 de febrero - 22 de febrero de 1925) y Puerto Rico (mayo de 1925). Asimismo intentó atracarse al extremo del palo de amarre del USS Patoka. En conjunto fue amarrado cuarenta y cuatro veces al Patoka. El 6 de junio de 1925 se canceló un viaje a Minneapolis por culpa de una avería en uno de los motores. En la revisión posterior se encontraron más problemas. Las células de gas presentaban porosidades y hubo que sustituirlas, y el esqueleto también estaba dañado, pues el empleo de calcio clorido como anticongelante había corroído las vigas de aluminio. La nave permaneció en el hangar de Lakehurst mientras era reparada y se traspasó temporalmente su gas al USS Shenandoah. Tras esto atrasó su vuelta al servicio hasta marzo de 1926.

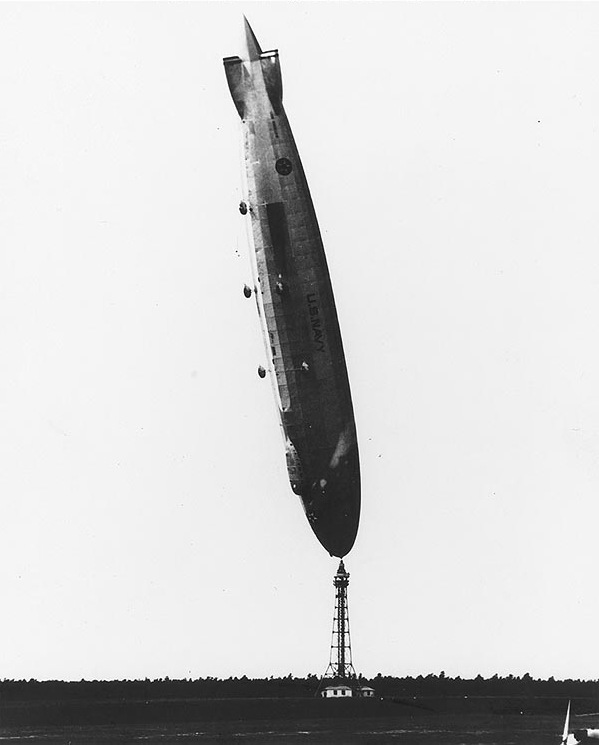
La puesta «bocabajo» involuntaria del ZR-3.

El dirigible se volvió a emplear a mediados de 1926 para calibrar una estación de radioorientación en la costa este los Estados Unidos, con el fin de facilitar la llegada a la costa norteamericana de los barcos y aviones.
El 25 de agosto de 1927 el Los Angeles, anclado en un poste de 49 metros en Lakehurst se situó involuntariamente en una posición única en la historia de los grandes dirigibles. Al surgir un viento de cola con la proa anclada, la cola se levantó ligeramente, apareció un aire más frío y denso, ganó sustentación y siguió ascendiendo a causa del fuerte empuje. Aunque el personal del lugar trató de trasladar peso para compensar, la nave se desequilibró todavía más, situándose casi bocabajo. La aeronave acabó solo ligeramente dañada. Al día siguiente pudo volver al servicio. Este incidente llevó a tomar ese mismo día la decisión de abandonar el concepto de mástiles de anclaje en favor de construcciones a alturas más bajas.
El 28 de enero de 1928 se llevó a cabo un aterrizaje en el portaaviones USS Saratoga. Un ensayo único en el que se transfirieron de uno al otro pasajeros, agua y combustible. El 20 de febrero de 1928 el ZR-3 realizó el primer vuelo sin paradas de más de 2650 kilómetros desde Nueva York hasta el Canal de Panamá, del que volvió un día más tarde haciendo una parada en Cuba y otra en el USS Patoka.

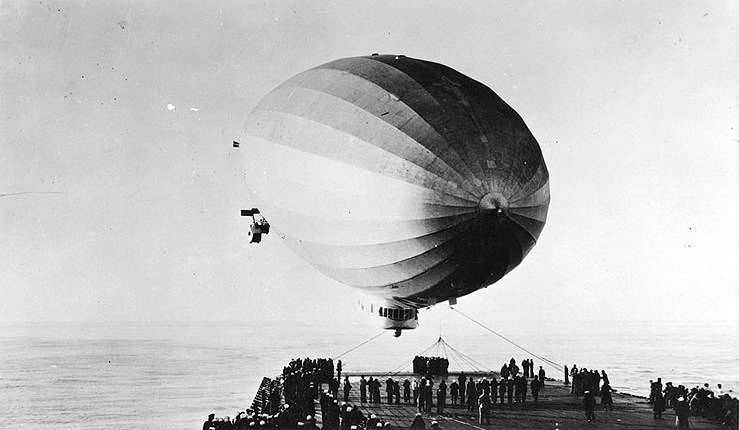
ZR-3 anclado sobre el USS Saratoga

El 2 de junio de 1929 el USS Los Angeles se convirtió en el primer dirigible en acoger a otra aeronave en vuelo. Ya se había intentado realizar esta operación otras veces en Alemania e Inglaterra durante la Primera Guerra Mundial. Esto se llevó a cabo a una velocidad de aproximadamente 90 km/h y a una altitud de 760 m en las proximidades de Lakehurst. La aeronave, de clase UO-1, se enganchó en el trapecio del dirigible. Se hicieron más pruebas con éxito. También se conseguiría el año siguiente con un dirigible. Los ensayos se sucedieron hasta octubre de 1931. Así se demostró que los dirigibles estaban en situación de acoger carga y pasajeros sin necesidad de aterrizar. Tras estas pruebas se realizaron ensayos con técnicas especiales de combate, en los que se emplearon también los nuevos dirigibles de la marina (ZRS-4 y 5).
Tras la derogación de los aliados de las restricciones para la construcción y uso de dirigibles militares, el Los Angeles se convirtió, en febrero de 1931, en Panamá, en el primer dirigible en tomar parte en una maniobra importante de la marina desde 1925. Se empleó para cargar armas y fue tripulado por oficiales en uniforme militar. Más tarde operó durante un largo tiempo junto al más grande y moderno ZRS-4 USS Akron.

## Puesta fuera de servicio
Aunque el ZR-3, seguía siendo completamente operativo, el 30 de junio de 1932 fue puesto fuera de servicio por motivos económicos. Sin embargo, siguió usándose para pruebas en tierra. En esa época se encontraba en construcción la aeronave hermana del USS Akron (ZRS-4), el USS Macon (ZRS-5). En principio el dirigible fue almacenado, y estaba en condiciones de volverse a poner en funcionamiento en un plazo de treinta días. En junio se le retiró la cubierta y se habilitó su interior para visitas.
El 6 de junio de 1939 se decidió no hacer más pruebas con el dirigible, ni siquiera en tierra. En junio se declaró el estado de emergencia nacional limitada (Limited National Emergency), tras lo que se detuvieron las visitas a las bases, habiéndose registrado 44 871 visitantes en el libro de visitas.
El 24 de octubre de 1939 apareció en la lista de los vehículos de la Armada suprimidos. Entonces se emprendió el desguace, que acabó el 15 de diciembre. Fue el dirigible más exitoso de los Estados Unidos y el único de los cinco dirigibles rígidos estadounidenses cuyo servicio no terminó en un accidente.

### Listas relacionadas
- Anexo:Aeronaves militares de los Estados Unidos (navales)